# Vogelsang (Zehdenick)
Vogelsang ist ein Ortsteil der Stadt Zehdenick im Landkreis Oberhavel (Brandenburg). Der Ort entstand um 1725 aus einem Vorwerk, das durch Umwandlung einer Zaunsetzerstelle am Großen Wildzaun in der Zehdenicker Heide eingerichtet worden war. Vogelsang wurde erst 1929 zur selbständigen Gemeinde erhoben und verlor die Selbständigkeit 2001 durch die Eingliederung in die Stadt Zehdenick. Nach dem Zweiten Weltkrieg war der Ortsteil bis 1994 ein wichtiger Militärstandort der Sowjetischen Streitkräfte.

## Geographie

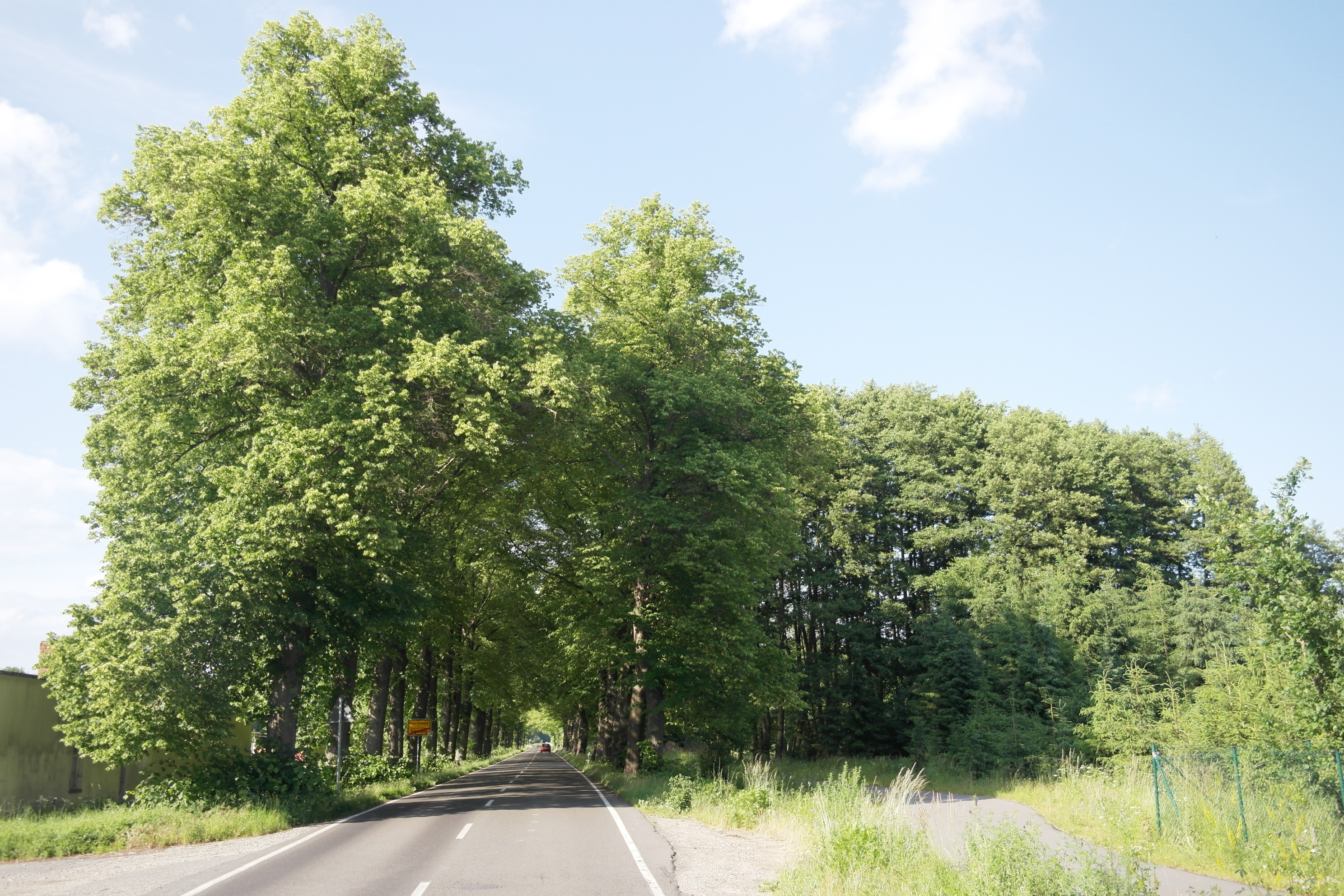
Allee am Ortsausgang von Vogelsang

Vogelsang liegt im nordöstlichen Teil des Stadtgebietes von Zehdenick im Naturraum der Schorfheide. Die Bundesstraße 109 von Zehdenick nach Templin führt durch den Ort. Nach der Dorfform ist es ein Straßendorf. Vogelsang hat Anteil am Naturschutzgebiet Kleine Schorfheide. Vogelsang liegt 52 m über Meereshöhe. Am östlichen Rand der Gemarkung liegt der kleine Mahnkopfsee. Die nordöstliche und nördliche Markungsgrenze wird von Schulzenfließ, Templiner Gewässer und Havel gebildet. Zur Gemarkung Vogelsangs gehören der ehemalige Wohnplatz Bergluch und der Wohnplatz Deutschboden im östlichen Teil der Gemarkung.
Die Gemarkung grenzt im Norden an Tornow und Barsdorf (beide Orte sind Ortsteile der Stadt Fürstenberg/Havel), im Osten an Röddelin, Hammelspring, Storkow und Grunewald (alle Orte sind Ortsteile der Stadt Templin), im Süden an Wesendorf (Ortsteil der Stadt Zehdenick), im Südwesten an die Kernstadt Zehdenick und im Nordwesten an Burgwall, einem weiteren Ortsteil der Stadt Zehdenick.

## Geschichte

### Frühe Neuzeit
Um 1660 begann der Große Kurfürst mit dem Wiedererrichten des bereits Mitte des 16. Jahrhunderts angelegten und im Dreißigjährigen Krieg zerstörten oder verfallenen sog. „Großen Wildzauns“ von der Havel bis zur Oder, um das Wild am Abwandern nach Mecklenburg oder dem Überwechseln auf das nördlich davon liegende Kulturland zu hindern. Zur Instandhaltung dieses Zauns wurden entlang des Wildzaunes insgesamt 12 Zaunsetzerstellen geschaffen. Eine Stelle übernahm der Schulze von Ziethen gegen Lohn, die übrigen wurden durch Rodung in dem großen Waldgebiet neu angelegt.
1704 wurde die Zaunsetzerstelle des Martin Krause erstmals genannt. Das Gebiet gehörte damals zum Amtsgebiet des Amtes Zehdenick. 1718 umfasste dieses Anwesen 27 Morgen Acker und Gärten (1 Morgen zu 400 Quadratruten). Auf 2 Morgen Wiese bei der Hammelspringer Brücke wurden 4 bis 6 Kühe gehalten. Um 1725 wurde die Zaunsetzerstelle des Martin Krause in ein Vorwerk umgewandelt. Durch Räumung weiterer Heidegebiete hatte es nun 125 Morgen Acker, 34 Morgen Wiese und 1 Morgen Garten (der Morgen zu 180 Quadratruten). Erst 1736 erscheint auch der Name Vogelsang für die neue Siedlung, vermutlich ein alter Flurname. Der Name ist als „Waldreiche Gegend, in der es viele Singvögel gibt“ zu interpretieren.
Schon 1745 fungierte das Vorwerk auch als Wirtshaus. 1755 wurden auf dem Vorwerk 8 Kühe, 4 Stück Güstevieh, 250 Schafe, Schweine und Federvieh gehalten. 1761 wurde das Vorwerk in Erbpacht an die Berliner Feige und Tröster gegeben. Wegen schlechter Wirtschaftsführung wurde das Vorwerk 1765 an den Lehnschulzen Bahlke aus Hammelspring ausgetan. Er ließ neue Büdnerhäuser errichten und plante die Einrichtung einer Maulbeerplantage bei der Hammelspringer Brücke. Letztere scheint jedoch nicht verwirklicht worden zu sein, denn erst 1803 richtete der Planteur Pritzkow dort tatsächlich eine Maulbeerplantage ein. 1775 wohnten bereits 5 Büdner(familien) neben dem Vorwerk; insgesamt hatte Vogelsang bereits 27 Einwohner.

### 19. Jahrhundert bis Zweiter Weltkrieg
1801 war Erbpächter Dahms Besitzer des Vorwerks Vogelsang. 1804 gab es bei der Hammelspringer Brück nicht nur die Maulbeerplantage, sondern auch ein Seidenbauhaus. 1850 gingen das Vorwerk und die Kolonie in freies Eigentum über. 1851 begann der Bau der Chaussee von Templin nach Zehdenick durch die „Templin-Zehdenicker Chausseebau-Gesellschaft“. Die Trasse führte durch Vogelsang, bei Vogelsang wurde ein Chausseehaus errichtet, in dem das Chausseegeld eingezogen wurde. 1852 wurde das auf 9.324 Reichstaler, 21 Groschen und 8 Pfennige taxierte Erbpachtvorwerk des Wirtschaftsinspektors Daniel Ludwig Lieseberg auf Vogelsang öffentlich versteigert. 1859 war das Chausseehaus in Vogelsang Haltestation für die inzwischen regelmäßig verkehrenden Kutschen der Oberpostdirektion. 1861 waren in Vogelsang zwei Schiffseigentümer mit 2 Segelschiffen ansässig. 1882 wurde Vogelsang in den Gutsbezirk Forst Zehdenick eingegliedert. Das Vorwerk hatte damals eine Größe von 66 ha. 1888 wurde die Bahnstrecke Löwenberg–Zehdenick–Templin eröffnet. Vogelsang hatte einen Bahnhof erhalten.
Bis 1907 war die Försterei Vogelsang entstanden, in der ein Königlicher Förster und ein Königlicher Hilfsförster ihren Dienst taten. 1929 wurde der Gutsbezirk Forst Zehdenick aufgelöst und aus Teilen die neue Gemeinde Vogelsang gebildet. 1931 gab es 31 Wohnhäuser in Vogelsang.

### Zeit des Sozialismus

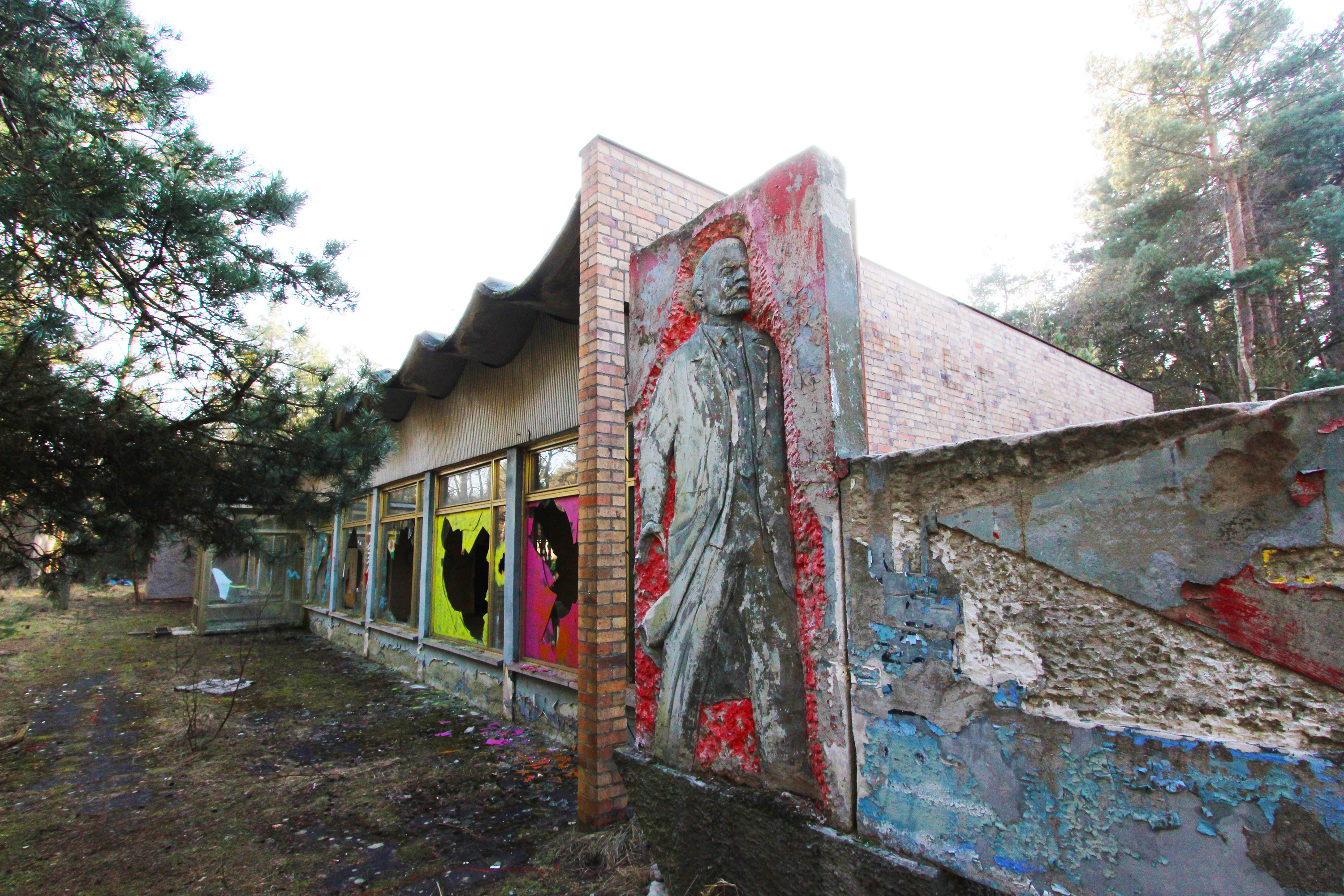
Lenin-Relief neben verfallendem Café-Haus, 2015

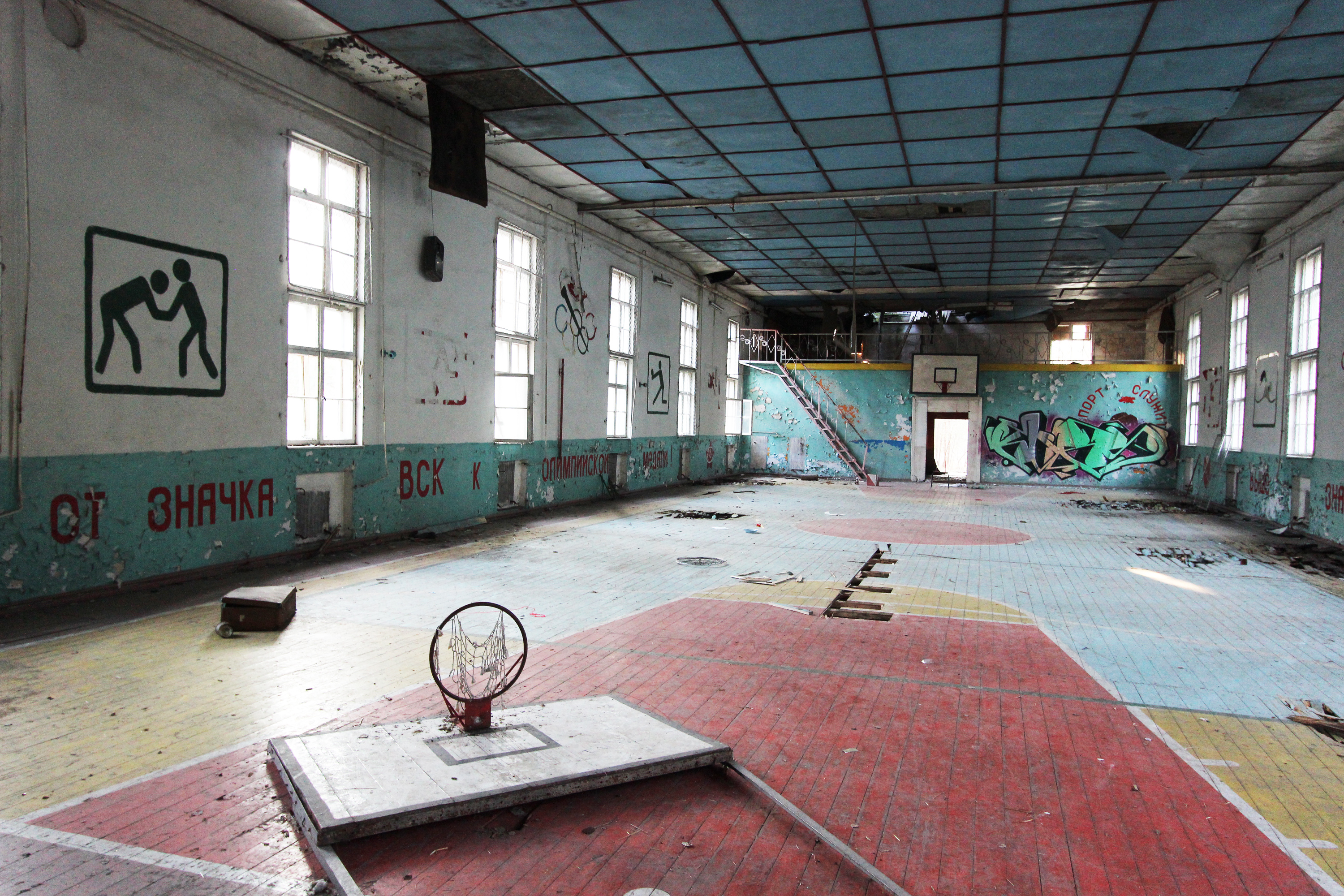
Ehemalige Sporthalle auf dem GSSD-Gelände, 2015

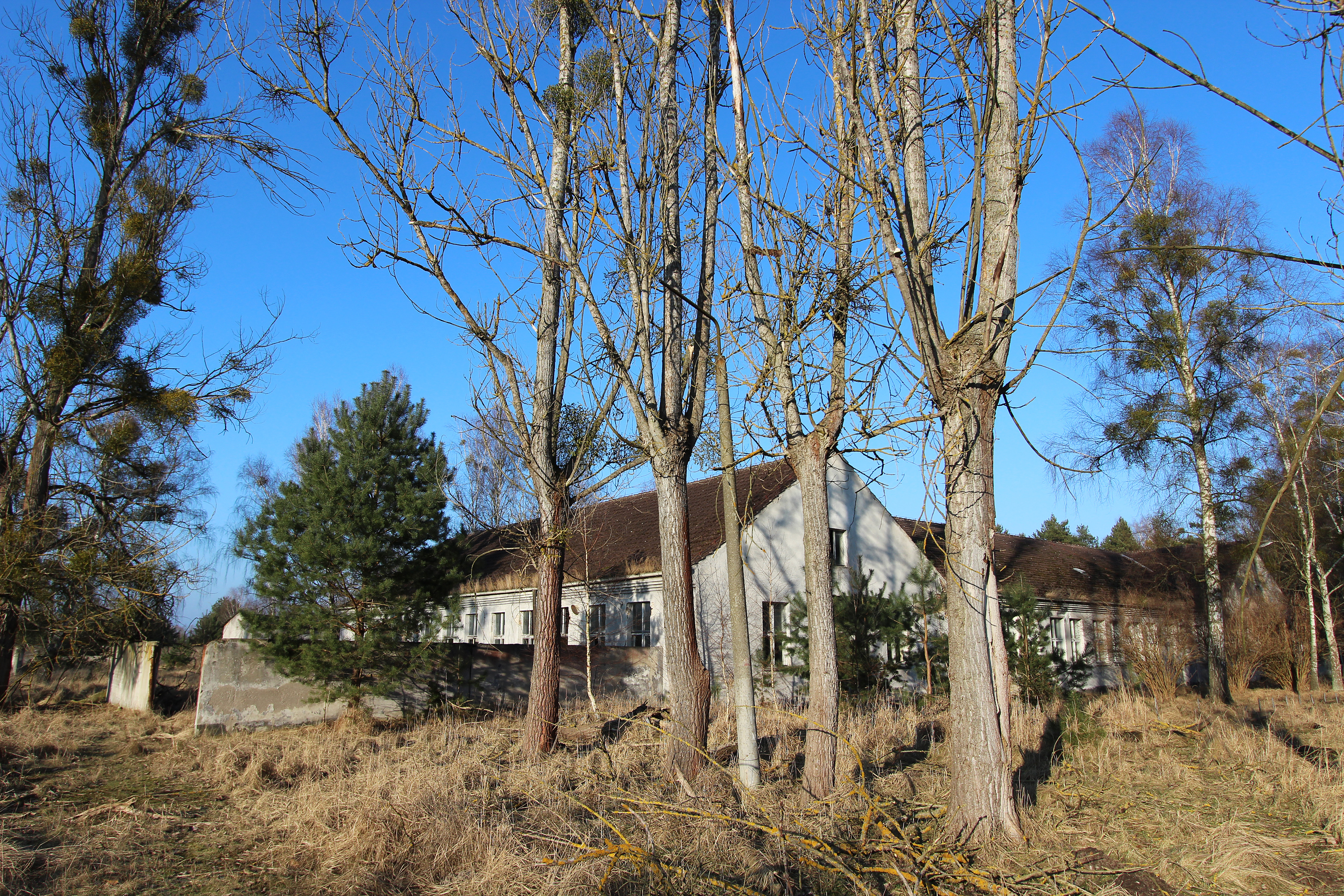
Verlassene Militärgebäude auf dem ehemaligen GSSD-Gelände, 2015

Im Norden von Vogelsang entstand nach dem Zweiten Weltkrieg ein bedeutender Standort der Gruppe der Sowjetischen Streitkräfte in Deutschland (GSSD). Die Kaserne Vogelsang war ein Neubaustandort, projektiert, errichtet und komplett von der DDR bezahlt. Informationen, nach denen der Standort nach erbeuteten deutschen Unterlagen errichtet wurde, sind nicht belegt und können als Falschmeldung betrachtet werden.
Neben dem Stab der 25. Panzerdivision der 20. Gardearmee waren u. a. das 162. Panzerregiment, das 803. Mot.-Schützenregiment (kam aus Drögen, nach Abzug des Stabes der 25. PD und des Großteils der dazugehörigen TT), das 1702. Fla-Raketenregiment sowie die zum Großverband gehörende taktische Raketenabteilung stationiert. Zusätzlich befand sich auf dem Gelände eine Stütznachrichtenzentrale (STNZ) des Grundnetzes der GSSD. Diese STNZ hatte aber mit den Strukturen des übrigen Objektes nichts zu tun und war nicht in die Abläufe der 25. PD eingebunden. Zeitweise lebten mehr als 15.000 russische Soldaten und Zivilisten in der „Militärstadt“, die neben Wünsdorf die umfangreichste bebaute russische Liegenschaft war.
Zwischen 1959 und 1960 waren dort auch die Nuklearraketen vom Typ R-5 stationiert, die unter anderem auf Frankreich und Großbritannien gerichtet waren. Die im April 1959 stationierten Systeme R-5M waren eine Antwort auf die militär-strategische Konzeption der „Massiven Vergeltung“ aus dem Jahre 1957. Die Konzeption hatte zum wesentlichen Inhalt die Unterstellung US-amerikanischer Raketen mittlerer Reichweite unter den Befehl der NATO Oberbefehlshaber. Es wurden die Systeme Thor und Jupiter in Europa stationiert. Die stationierten Systeme R-5M in Vogelsang waren auf die Thor-Systeme in England gerichtet. Die Systeme in Bulgarien nahmen die Jupiter in der Türkei ins Visier.

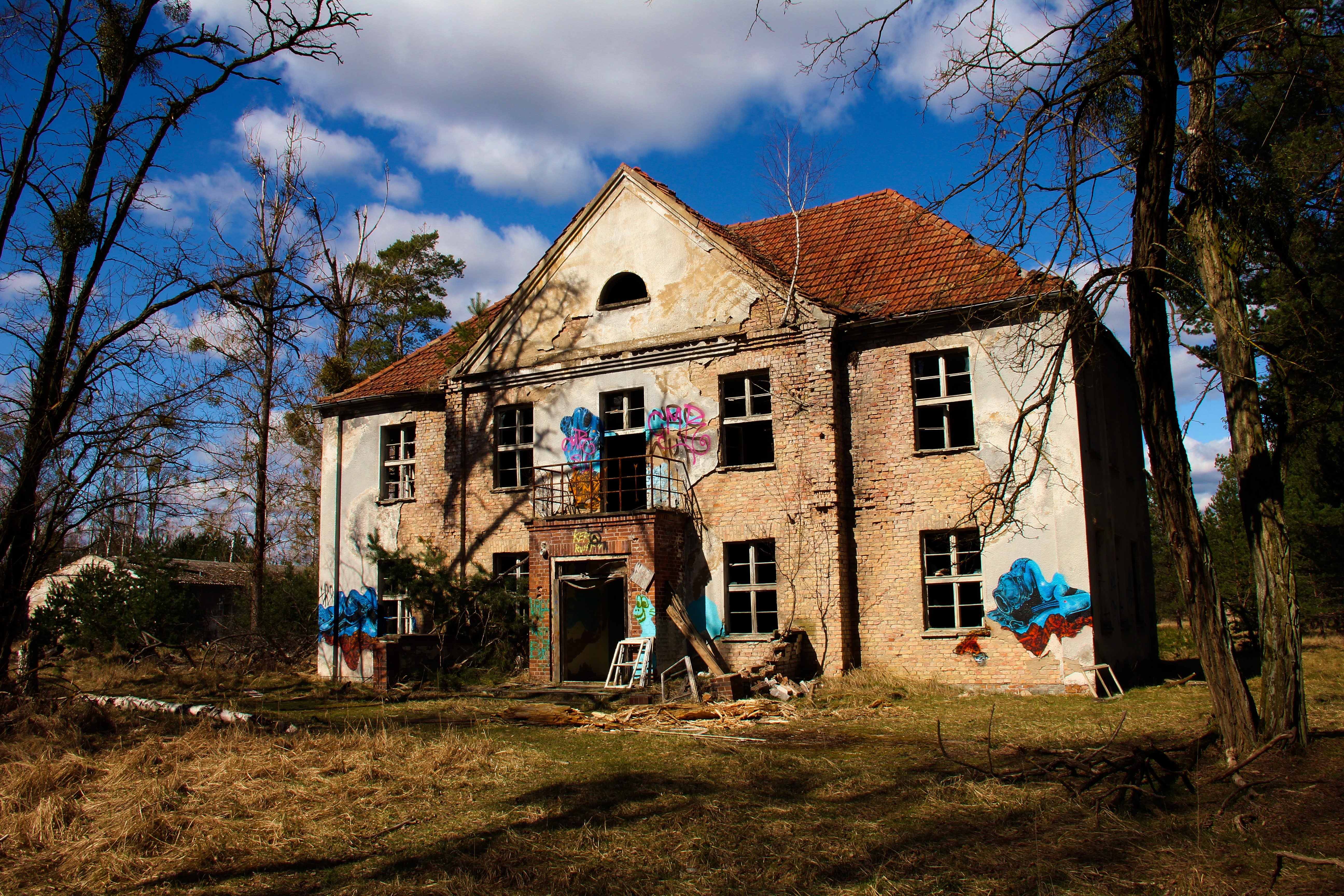
Ehemaliges Haus des Offiziers in Vogelsang 2021

Zwischen 1983 und 1988 wurden in Vogelsang Nuklearraketen vom Typ SS-12 gelagert. Diese Aufgabe wurde von einer beweglichen raketentechnischen Basis übernommen, von der lediglich die Feldpostnummer 55543 bekannt wurde. Die Sicherstellung soll für die 152. Raketenbrigade erfolgt sein.
Nach dem Zweiten Weltkrieg siedelte sich in Vogelsang die VEB Vereinigte Holzindustrie Neuruppin mit einem Betriebsteil an.

### Seit der Deutschen Wiedervereinigung
Seit dem Abzug der russischen Truppen 1994 liegt das riesige Gelände brach. Im Rahmen von Konversionsmaßnahmen werden die Gebäude nach und nach abgerissen und das Gelände renaturiert. Aufgrund vieler Munitionsreste im Boden kann das Betreten der abgesperrten Bereiche lebensgefährlich sein.
Bis zum Jahr 2011 wurde der Bahnhof mit EZMG-Stellwerkstechnik betrieben, seitdem erfolgt die Steuerung vom elektronischen Stellwerk Neuruppin.

### Einwohnerentwicklung
| Jahr      | 1774 | 1790 | 1801 | 1817 | 1840 | 1858 | 1925 | 1939 | 1946 | 1964 | 1971 | 1981 | 1991 | 2000 | 2004 | 2018 |
| --------- | ---- | ---- | ---- | ---- | ---- | ---- | ---- | ---- | ---- | ---- | ---- | ---- | ---- | ---- | ---- | ---- |
| Einwohner | 027  | 026  | 022  | 032  | 058  | 087  | 145  | 183  | 217  | 185  | 158  | 122  | 108  | 095  | 104  | 070  |

## Film
- Lenin in Vogelsang, Dokumentarfilm, 2013, 57 min, Regie: Stefanie Trambow und Maxim Stepanov. Russische und deutsche Zeitzeugen der sowjetische Garnison Vogelsang berichten.[14]